# Eliteserien 2019
De Eliteserien 2019 was het 75ste seizoen in de hoogste voetbalcompetitie van Noorwegen. De competitie begon op 30 maart 2019 en werd beëindigd op 1 december 2019. Rosenborg BK was de verdedigend titelhouder van vorig seizoen.
Molde FK won op 10 november 2019 hun 4de landstitel met nog twee speelrondes voor het einde van de competitie thuis met 4-0 van Stromsgodset.

## Eindstand
|     | Club            | WG | W  | G  | V  | DV | DT | +/- | P  |                                       |
| --- | --------------- | -- | -- | -- | -- | -- | -- | --- | -- | ------------------------------------- |
| 1.  | Molde FK        | 30 | 21 | 5  | 4  | 72 | 31 | +41 | 68 | Kwalificatie Champions League 2020-21 |
| 2.  | FK Bodø/Glimt   | 30 | 15 | 9  | 6  | 64 | 44 | +20 | 54 | Kwalificatie Europa League 2020-21    |
| 3.  | Rosenborg BK    | 30 | 14 | 10 | 6  | 53 | 41 | +12 | 52 | Kwalificatie Europa League 2020-21    |
| 4.  | Odds            | 30 | 15 | 7  | 8  | 45 | 40 | +5  | 52 |                                       |
| 5.  | Viking FK       | 30 | 13 | 8  | 9  | 55 | 42 | +13 | 47 |                                       |
| 6.  | Kristiansund BK | 30 | 11 | 8  | 11 | 41 | 41 | 0   | 41 |                                       |
| 7.  | FK Haugesund    | 30 | 9  | 13 | 8  | 44 | 37 | +7  | 40 |                                       |
| 8.  | Stabæk          | 30 | 10 | 10 | 10 | 38 | 36 | +2  | 40 |                                       |
| 9.  | SK Brann        | 30 | 10 | 10 | 10 | 32 | 37 | -5  | 40 |                                       |
| 10. | Vålerenga IF    | 30 | 8  | 10 | 12 | 39 | 44 | -5  | 34 |                                       |
| 11. | Strømsgodset IF | 30 | 8  | 8  | 14 | 41 | 54 | -13 | 32 |                                       |
| 12. | Sarpsborg 08 FF | 30 | 5  | 15 | 10 | 30 | 40 | -10 | 30 |                                       |
| 13. | Mjøndalen IF    | 30 | 6  | 12 | 12 | 38 | 52 | -14 | 30 |                                       |
| 14. | Lillestrøm SK   | 30 | 7  | 9  | 14 | 32 | 47 | -15 | 30 | Play-offs                             |
| 15. | Tromsø IL       | 30 | 8  | 6  | 16 | 39 | 58 | -19 | 30 | Degradatie naar de 1. divisjon        |
| 16. | Ranheim         | 30 | 7  | 6  | 17 | 36 | 55 | -19 | 27 | Degradatie naar de 1. divisjon        |

## Statistieken

### Topscorers
| N | Speler              | Club                      | Goals | Pen. | Duels | Gem  |
| - | ------------------- | ------------------------- | ----- | ---- | ----- | ---- |
| 1 | Torgeir Børven      | Odds                      | 21    |      | 30    | 0,70 |
| 2 | Leke James          | Molde                     | 17    |      | 28    | 0,60 |
| 3 | Ohi Omoijuanfo      | Molde                     | 15    |      | 27    | 0,56 |
| 4 | Håkon Evjen         | FK Bodø/Glimt             | 13    |      | 29    | 0,44 |
| 5 | Magnus Wolff Eikrem | Molde                     | 11    |      | 25    | 0,44 |
| 6 | Amor Layouni        | Bodø/Glimt                | 10    |      | 21    | 0,48 |
|   | Amahl Pellegrino    | Strømsgodset/Kristiansund | 10    |      | 24    | 0,42 |
|   | Kristian Thorstvedt | Viking                    | 10    |      | 26    | 0,38 |

### Nederlanders & Belgen
Onderstaande Nederlandse en Belgische voetballers kwamen in het seizoen 2019 uit in de Eliteserien
| Naam                | Club           | Duels | Goals |
| ------------------- | -------------- | ----- | ----- |
| Quint Jansen        | Mjøndalen      | 28    | 1     |
| Vito Wormgoor       | SK Brann       | 28    | 5     |
| Bart Straalman      | Sarpborg 08    | 2     | 1     |
| Ludcinio Marengo    | SK Brann       | 0     | 0     |
| Tortol Lumanza      | Stabæk Fotball | 11    | 0     |
| Rini Coolen (coach) | Rosenborg BK   | nvt   | nvt   |

Nationale competities:
Albanië · Andorra · Armenië · België · Bosnië en Herzegovina · Bulgarije · Cyprus · Denemarken · Duitsland · Engeland · Estland ('18 '19) · Faeröer ('18 '19) · Finland ('18 '19) · Frankrijk · Gibraltar · Griekenland · Hongarije · IJsland ('18 '19) · Ierland ('18 '19) · Israël · Italië · Kazachstan ('18 '19) · Kroatië · Letland ('18 '19) · Litouwen ('18 '19) · Luxemburg · Macedonië · Malta · Moldavië ('18 '19) · Montenegro · Nederland · Noord-Ierland · Noorwegen ('18 '19) · Oekraïne · Oostenrijk · Polen · Portugal · Roemenië · Rusland · San Marino · Schotland · Servië · Slovenië · Slowakije · Spanje · Tsjechië · Turkije · Wales · Zweden ('18 '19) · Zwitserland
Europese competities: Super Cup 2018 · Champions League · Europa League